# Diego de Astorga y Cépedes
Pour les articles homonymes, voir Astorga (homonymie) et Céspedes.
Diego de Astorga y Cépedes, né le 10 octobre 1664 à Gibraltar et mort le 9 février 1734 à Madrid, est un cardinal espagnol des XVIIe et XVIIIe siècles.

## Biographie
Diego de Astorga y Cépedes est inquisiteur de Murcie. Il est nommé évêque de Barcelone en 1716 et devient inquisiteur général d'Espagne en 1720. Astorga est promu archevêque de Tolède en la même année.
Le pape Benoît XIII le crée cardinal lors du consistoire du 26 novembre 1727. Le cardinal Astorga  ne participe pas au conclave de 1730 au cours duquel Clément XII est élu.

### Sources
- Fiche du cardinal Diego de Astorga y Cépedes sur le site fiu.edu